# Simmental

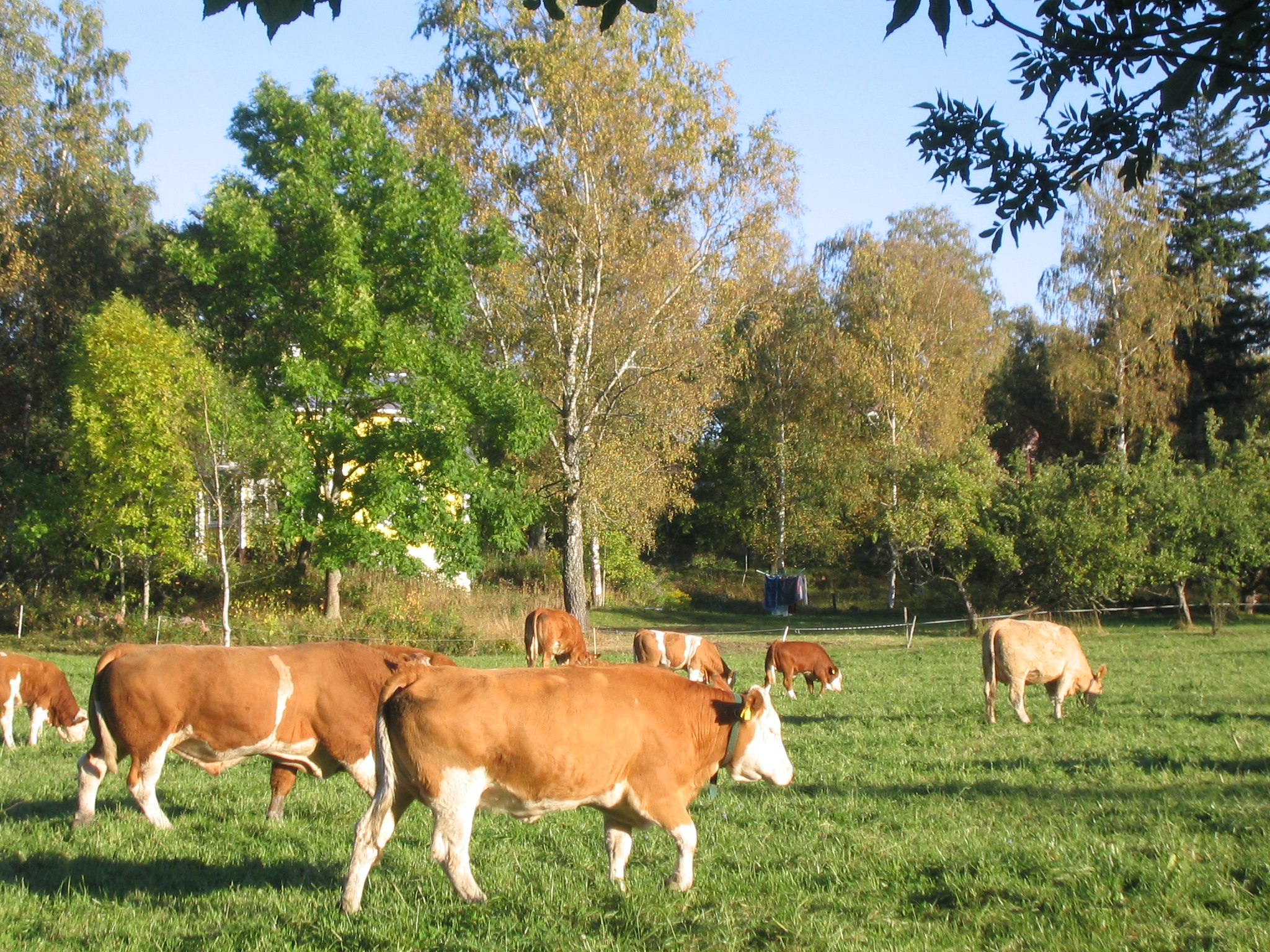
Simmentalkor i Finström på Åland

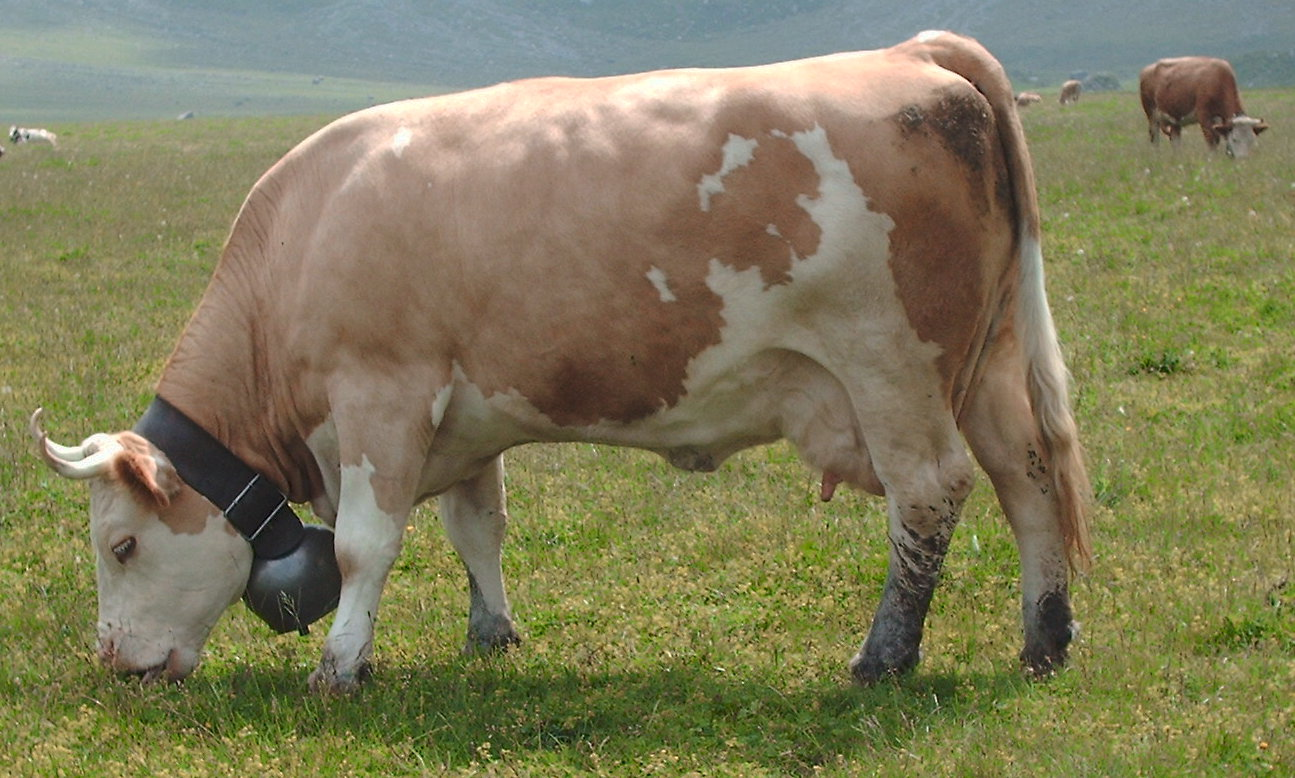
En Simmentalko på bete i alperna

Simmental är en nötkreatursras med ursprung i Schweiz, där en dal med samma namn har fått ge rasen sitt namn. Rasen är utbredd över hela södra och centrala Europa samt i Ryssland. Sammanlagt finns det 41 miljoner djur i världen. De första korna kom till Sverige 1974, där det i dag finns 1.600 renrasiga kor. 
Simmental kännetecknas av ett vitt huvud och vita ben, vita partier förekommer ofta i de brunfärgade fälten på kroppen. De färgade fälten varierar från ljust gulbrun till mörkbrun. Simmental räknas till de tunga köttraserna och vikten ligger på 650-800 kg. Simmentalkon är en kombinerad kött- och mjölkko. I Sverige används kon endast som diko men i övriga världen förekommer den även som mjölkko. Tack vare att simmental ger bäst mjölkavkastning av alla dikor i Sverige så har kalvarna den högsta avvänjningsvikten. Simmentalkor får också ofta tvillingar och har sällan dödfödda kalvar.